# Якубовичи
Якубо́вичи — старинный русский дворянский род малороссийского происхождения, восходящий к XVII веку.
Согласно летописным свидетельствам, родоначальником их был Фёдор Якубович, который в 1654 году был пожалован населёнными поместьями и произведён гетманом Войска Запорожского Богданом Хмельницким в полковники Чигиринского полка.
Дворянский род этой фамилии был вписан Губернским дворянским депутатским собранием в VI часть дворянской родословной книги Воронежской губернии Российской империи и был утверждён Герольдией Правительствующего Сената в древнем (столбовом) дворянстве.

## Представители рода
Якубович, Вячеслав Андреевич (1868—1938) — Член Государственной думы от Минской губернии, митрофорный протоиерей. Православный. Сын священника. Домовладелец. По окончании Минской духовной семинарии 15.05.1891 года, был рукоположен в священники и шесть лет священствовал в селе Старчицы Слуцкого уезда. В мае 1897 года был назначен настоятелем Николаевской церкви в местечке Петрикове Мозырского уезда. По инициативе Якубовича в Петрикове были построены две каменных церкви, 25 ноября 1905 года он был удостоен ордена Святой Анны 3-й степени «за усердие его, выразившееся в склонении прихожан к пожертвованию более 30.000 руб. на построение двух храмов в названном местечке». Кроме того, состоял благочинным 2-го округа Минской губернии и членом Мозырского уездного комитета попечительства о народной трезвости. В феврале 1907 был избран членом II Государственной думы от Минской губернии. Входил во фракцию «Союза 17 октября» и группу правых и умеренных. Был членом Русского окраинного общества.
Якубович, Николай Мартынович (1816—1879) — Российский гистолог и физиолог, доктор медицины Дерптского университета, действительный статский советник, ординарный профессор Петербургской медико-хирургической академии по кафедре гистологии и физиологии. Открыл скопление нервных элементов (ядра) в спинном мозге. Его именем назван центр парасимпатической нервной системы в области среднего мозга — ядро Якубовича — ядро глазодвигательного нерва добавочное (III пара черепных нервов), оно же ядро Вестфаля — Эдингера.
Якубович, Николай Андреевич (1837—1914) — Российский военный педагог, генерал-лейтенант (1903). Автор нескольких трудов по проблемам воспитания кадетов. Наиболее значимое произведение — работа «Летопись и мысли старого педагога» (1913—1914 гг.).